# فيتليش
فِتْلِش (بالألمانية: Wittlich) (نقحرة: فيتليش) هي بلدة ألمانية تقع في راينلند بالاتينات في ألمانيا. يقدر عدد سكانها بـ 19,015 نسمة .

## المدن التوأمة
مدينة زوسين هي مدينة توأمة لفيتليش.

## أعلام
- هانس فريدريكس
- ماركوس برغر